# Вунибальд
Святой Вунибальд Хайденхаймский (нем. Wunibald von Heidenheim, также Вюннебальд (Wynnebald), или Виннебальд (Winnebald); 701, Уэссекс — 18 декабря 761, Хайденхайм) — основатель и первый настоятель монастыря Хайденхайм в горном массиве Франконский Альб на севере Баварии (Германия). В православной традиции его память отмечается в Третью неделю по Пятидесятнице, в день празднования Собора Британских и Ирландских святых.

## Жизнеописание

### Происхождение и духовное становление
Вунибальд был одним из 4-х сыновей состоятельного англосакса Ричарда Уэссекского, проживавшего в южной Англии и почитающегося с XII века святым. Имя матери Вунибальда неизвестно, но она, также как и отец, почитается со средних веков как святая Вуна Уэссекская. Она рано ушла из жизни, имя мачехи осталось неизвестным. В семье было ещё 5 братьев и 2 сестры, но история сохранила имена только святого брата Виллибальда Айхштеттского (род. 700) и святой сестры Вальбурги Хайденхаймской (род. 710). Предполагается, что семья была в родственных отношениях со святым Бонифацием. В то время, когда пятилетний Виннибальд был приведен в монастырь, младший Вунибальд оставался дома.
Согласно житию святого Вунибальда, он, отказавшись от прав на наследство, вместе с отцом и Виннибальдом совершает в 720—721 годах паломничество в Рим. Во время паломничества умирает отец и его хоронят в Лукке. В 723 году старший брат Виннибальд продолжает паломничество в Святую Землю, а Вунибальд остаётся в Риме, где получает теологическое образование и принимает монашеский постриг.
В 727 году Вунибальд посещает Англию, а в 730 году возвращается в Рим, где остаётся до 738 года.

### Миссионерская деятельность в Германии
В 738 году Вунибальд вместе с Виллибальдом призывается святым Бонифацием для миссионерской работы в Германию, где они занимаются просветительской христианской деятельностью в Баварии и Тюрингии. В следующем 739 году Бонифаций посвящает Вунибальда во священника и назначает благочинным на 7 приходов с центром в тюрингском Зюльценбрюкене.
В 744 году он переводится на службу при герцоге Одиллоне Баварском. До 747 года святой Вунибальд проводит миссионерскую работу в регионе Верхнего Пфальца, а затем, до 751 года, проповедует в Майнце.

### Настоятель монастыря Хайденхайм
Весной 752 года, по призыву своего старшего брата Виллибальда, ставшего к тому времени епископом Айхштетта, переезжает к нему и на приобретённых церковью землях основывает частный монастырь Хайденхайм, в котором становится его первым настоятелем.
Незадолго до смерти святой Вунибальд, тяжело страдавший ревматизмом, посещает монастыри в Вюрцбурге и Фульде. О мечтает также побывать в монастыре Монтекассино, но уже не в силах осуществить эту дальнюю поездку в Италию. 18 декабря 761 года святой Вунибальд умирает на руках брата Виллибальда в своём монастыре Хайденхайм. После смерти Вунибальда руководство двойным монастырём (мужским и женским) переходит по франкскому ленному праву его родной сестре Вальбурге, а в 790 году, уже при айхштеттском епископе Герхохе, руководство монастырём переходит к светским (не посвящённым в священнический сан) каноникам и он перестаёт быть монастырём в прямом значении этого слова.

## Канонизация и почитание
Благодаря заботам святителю Виллибальда обретение мощей святого Вунибальда произошло в день осеннего равноденствия 24 сентября 777 года. Они были обретены в крипте перестраиваемой монастырской церкви. Ровно через год, 24 сентября 778 года, состоялось торжественное освящение церкви с мощами в ней, что приравнивалось к местной канонизации святого. В сентябре 879 года мощи Вунибальда вместе мощами святой Вальбурги были перенесены в Айхштетт, но через три дня вновь возвращены на прежнее место. В 889 году король Арнульф дарит айхштеттской церкви территорию, до того времени не имевшего определённого собственника, называвшуюся Зецци (Sezzi) (согласно современным исследованиям, это район Св. Эгидия под Райтенбухом (St. Egidi, Raitenbuch) Такое дарение было возможно, поскольку территория «Sezzi» располагалась в непосредственной близости к Лимесу. Дар осуществлён на том основании, что Зецци посещали и там служили святые Бонифаций, Виллибальд, Зола Фульдский, а также сам святой Вунибальд. Епископ Гундекар II (правил в Айхштетте 1057—1074 годах) установил день памяти св. Вунибальда 18 декабря и указал в своей литургической книге понтификал, получившей в истории название «Понтификал Гундекариан», святого Вунибальда, как одного из 12 покровителей епархии. Впоследствии Вунибальд был признан покровителем нескольких церквей айхштеттской епархии, а день его памяти был отмечен в церковных календарях других епархий.
В 1152—1155 годах в Хайденхайме восстанавливается монастырское богослужение по бенедиктинскому обряду. При епископе Отто, между 1182—1196 годами, произошло перенесение мощей св. Вунибальда в новую монастырскую церковь. В 1256 году мощи Вунибальда на короткое время вновь переносятся в Айхштетт. В 1363 году мощи были погребены (заключены под спуд) в новом алтаре хайденхаймской церкви. В 1483—1484 годах в алтаре был установлен новый готический престол, но когда в 1969 году его окрыли, там мощей св. Вунибальда не оказалось.
Известно, что в 1606 году глава святого Вунибальда была перенесена в церковь города Шер, где она до сих пор хранится в прекрасно оформленном в виде бюста реликварии. Ежегодно, в первое воскресенье мая, из городской церкви Св. Николая, где хранится глава св. Вунибальда, начинается знаменитая майская процессия по городу с мощами святого. Круглогодично в Шер совершаются паломничества, в том числе из соседней Швейцарии.
После того, как в 1529 году был расстрижен и женился последний настоятель монастыря Хайденхайм, после нескольких лет безвремения, с 1533 года вводится протестантское богослужение, а в 1537 году монастырь официально упраздняется.
Житие святого Вунибальда было написано после 778 года монахиней хайденхаймского монастыря Хугебурк. Житие писалось со слов святых Вальбурги и Виллибальда. После смерти Виллибальда Хугебурк написала также и его житие, объединив с житием Вунибальда.

## День памяти
День памяти святому Вунибальду в католической, евангелической и греко-католической церквах установлен в день смерти святого 18 декабря по григорианскому календарю. Кроме того, в епархии Айхштетта учреждён день празднования святого Вунидальда 15 декабря, а в аббатстве Фульда святого Вунибальда празднуют 7 июля. В Берлинской и Германской епархии РПЦ литургическая память местночтимого преподобного игумена Вунибальда совершается 15 декабря по юлианскому календарю.